# Шахназаров Георгій Хосроєвич
Гео́ргій Хосро́євич Шахназа́ров (рос. Гео́ргий Хосро́евич Шахназа́ров, вірм. Գեորգի Խոսրովի Շահնազարով) (4 жовтня 1924, Баку — 15 травня 2001, Тульська область) — радянський і російський політолог, політичний діяч, письменник-фантаст, доктор юридичних наук, член-кореспондент АН СРСР (1987), лауреат Державної премії СРСР (1980).

## Біографія
Георгій Шахназаров народився в Баку в сім'ї адвоката. Його батько — карабаський вірменин, який жив у Баку, належав до княжого роду Мелік-Шахназарянів, проте після Жовтневого перевороту був вимушений змінити прізвище на Шахназаров.
Під час радянсько-німецької війни Георгій Шахназаров був командиром вогневого взводу 1095-го армійського гарматно-артилерійського полку; командир взводу управління батареї 150-ї Севастопольської, ордена Кутузова, армійськой гарматно-артилерійської бригади; брав Перекопський перешийок, брав участь у звільненні Севастополя, Мінська, Литви, та брав участь у взятті Кенігсберга.
Після війни закінчив юридичний факультет Бакинського університету у 1949 році, пізніше аспірантуру при московському Інституті права АН СРСР. У 1952 році він захистив кандидатську дисертацію на тему «Форми буржуазної держави в епоху імперіалізму». У 1952—1960 роках Георгій Шахназаров працював у видавництві «Політвидав», а в 1960—1964 роках — у журналах «Політична самоосвіта» та «Проблеми світу і соціалізму» в Празі. Він входив до редакторської групи «Політвидаву», яка у час керівництва КПРС Микити Хрущова частково сприяла перегляду старих ідеологічних установок. З 1964 року працював консультантом міжнародного відділу апарату ЦК КПРС, а з 1972 року заступником завідувача міжнародного відділу (відповідальний за відносини з НДР, Польщею, Чехословаччиною та Кубою), а з 1986 року першим заступником завідувача відділу. Шахназаров входив до групи, яку з одного боку склали колишні радники Юрія Андропова (які працювали з ним ще до того, як він очолив КДБ), а з іншого особи, які працювали у Празі, та яка після приходу до керівництва Комуністичною партією Михайла Горбачова стала генератором реформаторських ідей нового керівництва СРСР.
Увесь цей час Георгій Шахназаров активно займався науковою діяльністю. Він вважається одним із зачинателів політології в СРСР. Основним напрямком його досліджень була теорія політики, політичного процесу, міжнародних відносин. У 1969 році Георгій Шахназаров захистив докторську дисертацію на тему «Соціалістична демократія: проблеми й перспективи». У 1973—1990 роках він очолював Радянську асоціацію політичних наук та був віце-президентом Міжнародної асоціації. Із 1987 року Георгій Шахназаров був членом-кореспондентом Академії наук СРСР.
У 1987 році Георгій Шахназаров обраний депутатом Верховної Ради СРСР. У 1988 році він призначений помічником у міжнародних справах Генерального секретаря ЦК КПРС (на цій посаді змінив Александрова-Агентова), пізніше став радником Президента СРСР. З 1990 року — народний депутат СРСР, Голова підкомітету конституційного законодавства Верховної Ради.
Після розпаду СРСР Георгій Шахназаров продовжив працювати з Михайлом Горбачовим, і в 1992 році очолив Центр глобальних проблем Горбачов-Фонду, де продовжив займатися науковою діяльністю та зосередився на вивченні ідеї свободи особи, концепції нового міжнародного порядку, теорії політичних систем та глобалістики. Він видав монографії «Цена свободы» (1993), «Откровения и заблуждения теории цивилизации» (1998), «Постшок или роковое расставание с прошлым» (2000). Георгій Шахназаров також написав кілька п'єс, науково-фантастичний роман, кілька науково-фантастичних оповідань та повістей, які опубліковані під псевдонімом «Георгій Шах». У 2001 році у видавництві «Вагріус» вийшла книга його спогадів «С вождями и без них».
15 травня 2001 року Георгій Шахназаров раптово помер на шляху до Ясної Поляни після виступу на науковій конференції в Тулі. Похований на Троєкурівському цвинтарі в Москві.

## Родина
- Шахназарова Анна Григорівна — дружина, 1928 року народження
- Шахназаров Карен Георгійович — син, радянський та російський кінорежисер, генеральний директор кіноконцерну «Мосфільм», народний артист Росії.

## Твори
- Буржуазное государство в эпоху империализма. М., 1955
- Агрессивные блоки — угроза миру. М., 1957
- Социализм и равенство. М., 1959
- Коммунизм и свобода личности. М., 1960
- Нравственный компас поколений. М., 1962, 1963
- Руководящая роль Коммунистической партии в социалистическом обществе. М., 1970
- Социалистическая демократия. М., 1972, 2-е изд. 1974
- Социалистическая судьба человечества. М., 1978
- Фиаско футурологии. М., 1979
- Грядущий миропорядок. М., 1981
- Социализм и будущее. М., 1983
- Нет повести печальнее на свете… М., 1984 (Г. Шах)
- Куда идет человечество. М, 1985
- И деревья, как всадники. М., 1986 (Г. Шах)
- Всевидящее око. М., 1989
- В поисках утраченной идеи. М., 1990
- Цена свободы. М., 1993
- «Постшок или роковое расставание с прошлым» М., 2000
- «С вождями и без них». М., 2001